# Atyoida serrata
Atyoida serrata е вид десетоного от семейство Atyidae. Видът не е застрашен от изчезване.

## Разпространение и местообитание
Разпространен е в Коморски острови, Мавриций, Мадагаскар и Реюнион.
Обитава сладководни басейни, морета и потоци.